# 符騰堡伯國
符騰堡伯國（英語：County of Württemberg）是德國的一個歷史地域，德國其中一個王室符騰堡家族正起源於此，此地亦是古日耳曼部落施瓦本公國的心臟地帶。伯國的首都是斯圖加特。從十二世紀到公元1495年，它是神聖羅馬帝國內的一個伯國。它後來獲提升為公國，在十九世紀初神聖羅馬帝國解體後，更成為一個王國。

## 詞源
該伯國得名於斯圖加特市內的同名山丘，山上的符騰堡城堡直到1819年仍然屹立於該地。直到大約1350年，伯國名字開始在記錄中以“Wirtenberg”拼寫出現。

## 歷史
符騰堡家族最早出現於公元十一世紀末。文獻記錄中最早提到的第一位家族成員是1081年的康拉德一世，據信是他建造了符騰堡城堡。符騰堡家族在公元十二世紀開始成為伯爵。1250年，霍亨斯陶芬王朝對施瓦本公國的統治結束；這使得符騰堡家族得以擴展勢力，將原公國的領土囊括其中。1251年，由於伯爵烏爾里希一世與巴登的梅希蒂爾德聯姻，斯圖加特（後來成為伯國首都）得而被納入伯國之內。
在烏爾里希三世、埃伯哈德二世和埃伯哈德三世的統治下，符騰堡的統治領土進一步擴大。1397年，在埃伯哈德三世的統治下，符騰堡通過他兒子埃伯哈德四世與蒙貝利亞爾的亨麗埃特女伯爵的訂婚，從而獲得了蒙貝利亞爾伯國將來的繼承權。
1442年，烏爾里希五世和他的兄弟路德維希一世簽署了尼爾廷根條約。結果，符騰堡伯國被一分為二。烏爾里希獲得斯圖加特地區（符騰堡-斯圖加特），包括巴特坎施塔特、格平根、馬爾巴赫、諾伊芬、尼爾廷根、紹恩多夫和魏布林根地區。路德維希獲得巴特烏拉赫部分（符騰堡-烏拉赫），包括巴林根、卡爾夫、黑倫貝格、明辛根、圖特林根和蒂賓根地區。在1444年亨麗埃特女伯爵去世後，符騰堡-烏拉赫一系亦進而兼併了蒙貝利亞爾伯國。
根據1482年的明辛根條約和1492年的埃斯林根條約，屬符騰堡-烏拉赫一系的伯爵埃伯哈德五世成功地重新統一了符騰堡地區，並晉升為公爵頭銜。沒有孩子的埃伯哈德五世成為這個重新統一的國家的唯一統治者。正因埃伯哈德五世無嗣，之前與他同時在位的符騰堡-斯圖加特伯爵埃伯哈德六世被指定為他的繼任者，並與十二位國內“名流”組成的委員會聯合執政，他們都是該國領主和平民兩個階層的代表。
1495年，在神聖羅馬帝國皇帝馬克西米連一世所召開的沃爾姆斯帝國議會之中，伯國被正式晉升為符騰堡公國。